# Kethohalli Narasimhapura, Bangalore South
Kethohalli Narasimhapura là một làng thuộc tehsil Bangalore South, huyện Bangalore Urban, bang Karnataka, Ấn Độ.